# Meurtres à White House Farm
White House Farm (White House Farm) est une mini-série télévisée policière et dramatique britannique en six épisodes de 45 minutes diffusée le 8 janvier 2020 sur ITV. Elle adapte un fait-divers réel survenu en 1985 à Tolleshunt D'Arcy dans l'Essex.
En France, la série est diffusée en 2020 sur la chaîne Polar. En Suisse, elle est diffusée sur RTS Un à partir du 16 avril 2021.

## Synopsis
Alertée par un appel du fils de la famille Bamber, Jeremy, la police cerne la ferme de ses parents. Elle découvre à l'intérieur les cinq corps de ses parents Nevill et June, de sa sœur Sheila et des deux petits garçons de cette dernière, tués au fusil de chasse. L'inspecteur de police Thomas Jones conclut tout de suite que la jeune femme, patiente en psychiatrie, a tué sa famille avant de se suicider. Mais le lieutenant Stan Jones, dépêché pour s'occuper de la famille, remarque des incohérences. 

## Distribution
- Freddie Fox : Jeremy Bamber
- Alexa Davies : Julie Mugford, la compagne de Jeremy
- Mark Addy : DS Stan Jones
- Scott Reid (VF : Jim Redler) : DC Mick Clark
- Gemma Whelan (VF : Chantal Baroin) : Ann Eaton, la cousine de Jeremy Bamber et Sheila Caffell
- Mark Stanley : Colin Caffell, l'ex-mari de Sheila
- Stephen Graham (VF : Serge Faliu) : DCI Thomas 'Taff' Jones
- Andrew Frame (VF : Gérard Darier) : DI Ron Cook
- Grace Calder : Heather Amos
- Sean Gilder : CS George Harris
- Amy-Jayne Leigh : Abigail
- Alfie Allen (VF : Damien Ferrette) : Brett Collins, l'ami de Jeremy Bamber
- Oliver Dimsdale : Peter Eaton, le mari d'Ann
- Richard Goulding (en) : David Boutflour
- Dorian Lough : DI Cresswell
- Millie Brady : Sally Jones
- Cressida Bonas : Sheila Caffell
- Tom Christian (VF : Gilduin Tissier) : Marcus McBride
- Amy McCallum : Tracey Brown
- Nicholas Farrell (VF : Bernard Bollet) : Nevill Bamber, le père de Jeremy et Sheila
- Amanda Burton : June Bamber, la mère de Jeremy et Sheila
- Amanda Lawrence (VF : Véronique Augereau) : Barbara Wilson, la secrétaire de Nevill
- Stewart Scudamore : Frankie Bidiwi
- Josh Herdman (VF : Erwan Tostain) : PC Collins

- Version française
  - Studio de doublage : Imagine[3]
  - Direction artistique : Nathanel Alimi
  - Adaptation : ?

## Production

### Développement
Le scénariste de la série, Kris Mrska, s'est surtout fondé sur le livre de Colin Caffell, qui a donné son autorisation pour la série et a apporté sa collaboration.

### Attribution des rôles
Le rôle de l'inspecteur qui bâcle l'enquête revient à Stephen Graham, connu pour ses rôles dans The Irishman, Snatch et Public Enemies. Mark Addy, rendu célèbre par la série Game of Thrones, interprète le lieutenant de police tenace qui recueille les différents indices. Mark Stanley incarne Colin Caffell, le père des jumeaux assassinés. L'acteur a pu s'entretenir avec Caffell pour jouer son rôle, et obtenir son avis sur le résultat final. D'autres acteurs de la série Game of Thrones apparaissent dans la série : Alfie Allen obtient un rôle secondaire, et Gemma Whelan joue le rôle de la cousine. Cressida Bonas, qui interprète Sheila Bamber, est connue au Royaume-Uni comme étant une ancienne petite amie du prince Harry.

### Tournage
La série a été tournée à Chelmsford pour certaines scènes, en particulier au palais de justice où le procès a réellement eu lieu.

### Fiche technique
- Scénario : Kris Mrksa et Giula Sandler, d'après les livres de Colin Caffell et Carol Ann Lee
- Réalisation : Paul Whittington
- Photographie : Niall Byrne
- Montage : Ben Yeates et Edel McDonnell
- Musique : Niall Byrne
- Production : New Pictures, Independent Television (ITV), Raptor Films et Ingenious Media
- Langues : anglais